# Linnea Quigley
Pour les articles homonymes, voir Quigley.
Linnea Quigley est une actrice, chanteuse et productrice américaine née le 27 mai 1958 à Davenport dans l'Iowa. Elle est spécialisée dans le cinéma fantastique et le cinéma bis. Parmi ses nombreux films, on la connaît entre autres pour son rôle dans Le Retour des morts-vivants, de Dan O'Bannon, et pour sa participation au film La Nuit des Démons. Elle a également été l'héroïne de nombreux films d'exploitation : (Creepozoids, Sorority Babes in the Slimeball Bowl-O-Rama), tournant sous la direction de réalisateurs comme David DeCoteau, Fred Olen Ray  ou encore Jess Franco. Elle est souvent considérée comme la « Reine des Scream Queens ».
Elle a également été guitariste et chanteuse dans le groupe américain The Skirts.

## Biographie
Son père, Heath Quigley, était chiropratricien et a été vice-président du Palmer College of Chiropratic, à Davenport. 
Après qu'elle ait obtenu son diplôme d'études secondaires, ses parents déménagent à Los Angeles et elle décroche un emploi au spa de Jack LaLanne. Elle y côtoie alors des mannequins et des figurants. Encouragée par ses amis, Linnea suit des cours de théâtre et de musique. Elle commence à tourner dans des publicités et fait de la figuration dans plusieurs films. 
Elle obtient son premier rôle en 1978, dans la comédie érotique Fairy Tales, produite par Charles Band. Elle pose en parallèle comme modèle dans  Playboy et Penthouse.
Elle se fait remarquer par des rôles secondaires, notamment dans les slashers Graduation Day et Douce nuit, sanglante nuit, puis en incarnant la sœur de Linda Blair dans Les Rues de l'enfer (1984). Mais la notoriété arrive au milieu des années 1980 avec le personnage déjanté de Trash, dans Le Retour des morts-vivants (1985), de Dan O'Bannon.
Linnea Quigley connaît alors une carrière d'actrice très prolifique (plus d'une centaine de films à son actif), même si elle joue souvent dans des films destinés au marché de la vidéo. Elle tourne en particulier sous la direction du réalisateur canadien David DeCoteau (qui la dirige successivement dans Nightmare Sisters, Creepozoids, Sorority Babes in the Slimeball Bowl-O-Rama, Etreinte Mortelle, Dr. Alien, American Rampage, The Girl I Want, Beach Babes from Beyond, et The Killer Eye). Elle tient d'autres rôles marquants dans la dernière partie des années 1980, notamment dans Hollywood Chainsaw Hookers, de Fred Olen Ray, ou encore La Nuit des Démons (1988), que réalise Kevin Tenney. L'actrice fait aussi une apparition surprise dans Le Cauchemar de Freddy. Linnea Quigley est alors considérée comme une petite icône du cinéma fantastique et du cinéma d'exploitation. Elle tourne régulièrement aux côtés d'autres scream queens, comme Brinke Stevens et Michelle Bauer.
À la fin des années 1980, elle tente de se diversifier en tournant dans les deux premiers volets de la saga des Vice Academy (dans la lignée parodique des Police Academy). Elle reste néanmoins principalement cantonnée dans le registre de l'horreur. En 1990, elle se parodie dans Linnea Quigley's Horror Workout, qui la met en scène dans des séances d'aérobic avec un groupe de morts-vivants. On la voit dans le rôle d'une infirmière dans le film de John Landis Innocent Blood (1992), ainsi que dans quelques films de Jess Franco (Mari-Cookie and the Killer Tarantula in 8 Legs to Love You, Blind Target).  Elle fait également des apparitions remarquées dans quelques productions horrifiques comme dans le slasher Kolobos (1999). Linnea Quigley est ensuite apparue  Night of the demons (2009) (remake de La Nuit des Démons), avant de faire face aux côtés de Daniel Baldwin à une invasion de morts-vivants dans Stripperland (2011). 
David DeCoteau réunit de nouveau Linnea Quigley, Brinke Stevens et Michelle Bauer dans les films 1313: Cougar Cult (2012) et 3 Scream Queens (2014). Les trois actrices figurent également dans une production réalisée par Charles Band, Trophy Heads (2014) où un maniaque terrorise d'anciennes actrices de films d'horreur.
On peut l'apercevoir dans plusieurs clips musicaux, notamment dans Substitute, de The Ramones et Sacrifice, de Motörhead.

## Anecdotes
Linnea Quigley est considérée par le magazine américain Variety comme l'une des actrices les plus employées d'Hollywood.
Elle détient le record du plus long cri enregistré au cinéma (90 secondes).
Elle a fait des apparitions clin d'œil dans divers films, dont Le Cauchemar de Freddy (1988), Innocent Blood (réalisé par John Landis en 1992) et Les Adversaires (1999).
Elle a été mariée de 1990 à 1992 avec le créateur d'effets spéciaux Steve Johnson,  rencontré pendant le tournage de La Nuit des Démons, en 1988. La même année, il lui a fait sa demande en mariage sur le plateau du film Le Cauchemar de Freddy.
Elle a écrit deux livres : Linnea Quigley Bio & Chainsaw Book (1991) et I'm Screaming As Fast As I Can: My Life in B-Movies (1995), où elle raconte son parcours d'actrice dans le monde de la série B.
Linnea Quigley participe activement à la défense des animaux par le biais de l'association PETA. Elle est vegan.

## Filmographie

### Cinéma et vidéo
- 1978 : Psycho from Texas : la barmaid
- 1978 : Auditions : Sally Webster
- 1978 : Les Gladiateurs de l'an 2000 : une courtisane (non créditée)
- 1979 : Fairy Tales : la fille de rêve
- 1979 : Summer Camp  : Pam
- 1979 : Stone Cold Dead : Malorie Stevens, la première victime
- 1979 : Le Piège : un mannequin
- 1979 : La Malédiction du fond des temps : la mère de Bondi
- 1981 :  Graduation Day : Dolores
- 1981 : Cheech & Chong : Nice Dreams : la blonde du groupe
- 1982 : Black Room : Milly
- 1983 : Kidnapped Girls Agency : Cathy Messenger
- 1983 : Nudes in Limbo : le mannequin (non créditée)
- 1983 : Cheech & Chong, et la suite... : la blonde du spa (non créditée)
- 1983 : Get Crazy  : la groupie (non créditée)
- 1983 : Young Warriors  : Ginger
- 1984 : Les Jeux de la mort  : une athlète
- 1984 : Party Games for Adults Only  : Cowgirl
- 1984 : Les Rues de l'enfer  : Heather
- 1984 : Douce nuit, sanglante nuit  : Denise
- 1985 : Le Retour des morts-vivants  : Trash
- 1986 : Scorpion  : Lea Johns
- 1986 : Sweethearts (1986)
- 1986 : Avenged : Carol « C.C. » Chambers
- 1986 : Beverly Hills Girls : Linnea
- 1987 : Douce nuit, sanglante nuit 2 : Denise (scènes du premier volet)
- 1987 : Le Trésor de la déesse Lune : Lu de Belle
- 1987 : Nightmare Sisters : Melody
- 1987 : Creepozoids : Blanca
- 1988 : Sorority Babes in the Slimeball Bowl-O-Rama : Spider
- 1988 : Hollywood Chainsaw Hookers : Samantha
- 1988 : Flic ou zombie : la Go-go girl zombie (non créditée)
- 1988 : Le Cauchemar de Freddy : une des âmes du corps de Freddy
- 1988 : La Nuit des Démons : Suzanne
- 1989 : Night Screams  : fille à la télévision
- 1989 : Murder Weapon  : Dawn
- 1989 : Étreinte mortelle : Michelle Arno
- 1989 : Sexbomb : Phoebe Love
- 1989 : Délire à l'université (Assault of the Party Nerds) : Bambi
- 1989 : Danger, femme armée (American Rampage) : Elizabeth McIntyre
- 1989 : Dr. Alien : la chanteuse du groupe de rock
- 1989 : Blood Nasty : Wanda Dance
- 1989 : Vice Academy : Didi
- 1989 : Witchtrap : Ginger Kowalski
- 1989 :  Robot Ninja : Miss Barbeau
- 1990 :  Linnea Quigley's Horror Workout : Linnea Quigley
- 1990 :  Diggin'up Business  : Mona
- 1990 :  The Girl I Want : Teri Andrews
- 1990 :  Vice Academy 2  : Didi
- 1991 :  Virgin High : Kathleen
- 1991 : Scream Queen Hot Tub Party : Linnea Quigley
- 1991 :  Mutronics : Scream Queen
- 1992 :  Heartland of Darkness : Julia Francine
- 1992 :  Innocent Blood  : l'infirmière
- 1993 :  Beach Babes from Beyond : Sally
- 1993 :  Le Démon d'Halloween 2 : Nadine
- 1994 :  Vampire Hunter
- 1995 :  Scream Queen Private Party: Elle-même
- 1995 :  Assault of the Party Nerds II : The Heavy Petting Detective : Bambi
- 1995 :  Stripteaser : la serveuse (non créditée)
- 1995 :  Jack-O : Carolyn Miller
- 1996 :  Sick-o-pathics (segment "Dr. Riker's Hair Lotion") : Scream Queen
- 1996 :  Fatal Frames  : Wendy Williams
- 1997 :  Bimbo Movie Bash  : Scream Queen
- 1997 :  Hollywood Cops  : Ryder
- 1998 :  Mari-Cookie and the Killer Tarantula in 8 Legs to Love You  : Tere
- 1998 :  Phantoms  : La femme de la chambre 204
- 1998 :  Curse of the Lesbian Love Goddess
- 1998 :  Death Mask : Angel Wilson
- 1998 :  Un homme en enfer : Gretchen
- 1998 :  Moving Targets : District Attorney
- 1999 :  The Killer Eye  : fille de la douche à la télévision (non créditée)
- 1999 :  Animals  : Dana Miles-Evans
- 1999 :  Kolobos : Dorothy
- 1999 :  Les Adversaires  : la prostituée qui fait une overdose (non créditée)
- 2000 :  Sex Files, la ville du plaisir  : Texas Lilly
- 2000 :  Blind Target : Serena Erwin
- 2001 :  Venice Beach
- 2001 :  Kannibal : Georgina Thereshkova
- 2001 :  Horrorvision : le modèle (non créditée)
- 2001 :  The Monster Man : Ruth
- 2002 :  Scream Queen : Malicia Tombs
- 2003 :  Charlie and Sadie : Sadie
- 2003 :  Zombieggedon : la directrice, Mme Russo
- 2004 :  Les Portes de l’enfer : Elli Kroger
- 2004 :  Frost : Sandra
- 2004 :  The Rockville Slayer : Mary Burns
- 2004 :  Super Hero Central : L. Q.
- 2005 :  Wolfsbayne  : Nikki
- 2005 :  The Naked Monster : la fille sourde
- 2006 :  Voices from the Graves : Sara Graves
- 2006 :  Hoodoo for Voodoo : Queen Marie
- 2006 :  Whispers from a Shallow Grave (voix) : Présentatrice à la radio
- 2007 :  Each Time I Kill  : Tante Belle
- 2007 :  Legend Has It : la mère de Al
- 2008 :  Spring Break Massacre : Agent Michelle Hendricks
- 2008 :  The Notorious Colonel Steel : Tommy
- 2009 :  Vampitheatre : la reine
- 2009 :  RiffRaff : Julie
- 2009 :  It Came from Trafalgar : Marilyn Doe
- 2009 :  Strangers Online : Mary
- 2009 :  Night of the demons : la femme en ballerines
- 2009 :  La Femme Vampir : Faith
- 2010 :  La Femme Vampir, volume 2: Faith
- 2010 :  Liquid Memories (2010)
- 2010 :  Dead End : Alex
- 2010 :  Stripperland : Grambo
- 2011 :  Collapse : Mrs. Bell
- 2011 :  Bloodstruck : la mère de Johnny
- 2011 :  Caesar and Otto's Deadly Christmas : Donna Blackstone
- 2011 :  Post Mortem, America 2021 : Lucille
- 2011 :  The Voices from Beyond : Sara Graves
- 2012 :  1313: Cougar Cult : Clara
- 2012 :  Girls Gone Dead  : Willie
- 2012 :  Demonica : La gitane
- 2012 :  Grindhouse 2wo : Ilsa
- 2013 :  Blood River : Agnes Jones
- 2013 :  Miss Strangelove : La Reine des morts
- 2013 :  The Trouble with Barry : Linnea
- 2014 :  They Came from the Ether  : Tante Ann
- 2014 :   Disciples : Raine / Seraph
- 2014 :   Cannibals  : Suzanne
- 2014 :   Virginia Obscura : Vicky
- 2014 :   Manson Rising  : Rosemary LaBianca
- 2014 :   3 Scream Queens : Alexis
- 2014 :   Crazy Fat Ethel : Pam
- 2014 :   Evil Dark  : Lilim
- 2014 : Trophy Heads  : Linnea Quigley
- 2015 :   A Blood Story : Margaret Renke
- 2015 :   Cabaret Diabolique  : Amy
- 2016 :   The Hunters : Susan
- 2016 :   The Unquenchable Thirst for Beau Nerjoose : Esmeralda
- 2016 :   The Barn : Ms. Barnhart
- 2016 :   Incision  : Mrs. Grady
- 2017 :   Devotion   : Nancy
- 2017 :   Bonehill Road  : Suzy
- 2018 :   A Family's Fury : Ms. Lincoln
- 2018 :   Nécrologies, de Nathalie Epoque, Fabien Chombart, François Message, Alexis Wawerka, Guillaume Defare : Christina Waterhouse (segment "une affaire d'enfer")
- 2018 :   Paid in Blood : Cheryl Garrington
- 2018 :   The Best Laid Plans  : Lois
- 2019 :   Clownado  : Spider
- 2019 :   Cool As Hell 2  : Linnea
- 2020 :   Camp Twilight : Heather
- 2020 :   The Last Thanksgiving : Paulette
- 2020 :   The Good Things Devil Do  : Louisie
- 2020 :   315 Wicked Way  : Nina
- 2020 :   Death Care : Lily Killwell
- 2020 :   Death Drop Georgous
- 2021 :   Triassic Hunt : Simone
- 2021 :   Buzz Cut
- 2021 :   Symbolicus Vol 1 (segment Triangle)
- 2021 :   New York Ninja : Randi Rydell (voix)
- 2022 :   Dead by Midnight (Y2Kill)  : Susan
- 2022 :   Killer Babes and the Frightening Film Fiasco  : Damiana
- 2022 :   The Barn Part II  : Ms. Barnhart
- 2022 :   Thrust!: Mother Nature
- 2023 :   Terror Toons 4 : Richmond
- 2023 :   Movie Theatre Massacre  : Vivienne Jillette
- 2023 :   Prends ta Bible et tire-toi  : Quigley, chasseuse de primes spatiale
- 2024 :   Once Upon a Time in Hollyweird  : Lyn Halsey Taylor
- 2024 :   Appetite for Sin  : Emily Rae Becker
- 2024 :   Jasper  : Nancy O'Neill
- 2024 :   The Witches of the Sands
- 2024 :   Robot Dracula  : Hazel la sorcière
- 2025 :   Nightmare Party! Twerk of Terror  : Melody
- 2025 :   I Got a Bullet with Your Name on It!  : Melody
- 2025 :   Trash's Revenge  : Trash

### Court-métrage
- 2007 :  Pretty : Delia
- 2012 :  Stella Buio : Stella Buio

### Télévision
- 1979 :   Shirley (série télévisée, épisode Visions of Christmas Past) : Yvonne
- 1983 :  Simon et Simon (série télévisée, épisode The Bare Facts) : Bobbi
- 1995 : Burial of the Rats (téléfilm) : la femme rat
- 2010 : Diary of Death (série télévisée) : Mamma
- 2020 : Zombie Games (série télévisée) : Dr. Sylvia James
- 2021 : 86 Zombies (série télévisée, 3 épisodes) : Joanie
- 2021 : Linnea Quigley's Paranormal Truth (documentaire télévisé) : Présentatrice

### Clips
- Revolting Cocks, Do Ya Think I'm Sexy (1993)
- The Ramones, Substitute (1994): la femme du bar
- Motörhead, Sacrifice (1995): L'infirmière

## Musique
Linnea Quigley a débuté en 1979 avec le groupe Mad Whistle, avec la chanteuse Lucrecia Sarita Russo. Elle a été chanteuse et guitariste dans le groupe de rock The Skirts. Plusieurs morceaux ont été repris dans la musique de films qu'elle a tourné par la suite, au cours de sa carrière . Elle est également apparue dans plusieurs clips (Do You Think I'm Sexy? du groupe Revolting Cocks, Scarface de Motörhead, Substitute des Ramones, et Zombie on the Beach).
- The Skirts (1980) (« Hard Life to Live », « Answers », « Maybe », « Santa Monica Boulevard Boy », « Strange Ways »)
- The Sound of Hollywood Girls (1983) (Santa Monica Blvd. Boy)
- Beverly Hills Girls (1986) (Strange Ways)
- Nightmare Sisters (1987) (interprète : Santa Monica Blvd. Boy)
- Le Trésor de la déesse Lune (1987) (interprète : Sizzlin' Hot)
- Linnea Quigley's Horror Workout (1990) (interprète : Santa Monica Blvd. Boy)
- Scream Queen (2002) (interprète : This Chainsaw's Made For Cutting)
- Screaming in High Heels: The Rise & Fall of the Scream Queen Era (2011) (musique)
- Miami Dice Anthology (2012) (interprète : What I Want to Do et Strange Days)

## Festivals
Membre du jury courts-métrages, 8e Festival International du Film Fantastique d'Audincourt, Bloody week-end , 26.27.28  mai 2017.